# 名古屋市電築港線
築港線（ちっこうせん）は、かつて愛知県名古屋市に存在した、名古屋市電の路線（路面電車）の一つである。同市熱田区の熱田駅前停留場から港区の名古屋港停留場までを結んでいた。

## 歴史
築港線は名古屋電気鉄道（名古屋電鉄）が第10回関西府県連合共進会開催に備えて敷設した3路線（公園線・築港線・枇杷島線）の一つである。このうち築港線は東海道本線熱田駅から名古屋港に至る路線で、合併で新たに名古屋市域となった南部地域と中心部とを熱田線を介して結ぶ役割を担っていた。
築港線の運用で特筆されるのは1915年（大正4年）10月の御乗用列車である。当時皇太子であった昭和天皇が伊勢湾で行われる第一艦隊の実弾射撃演習を視察する際、熱田神宮参拝後に人力車で白鳥停留場〔ママ〕に向かい、白鳥停留場から築港停留場（後の港本町停留場）まで名古屋電鉄を利用したという。当時名古屋電鉄はトク1号・トク2号（SC No.I , II）という貴賓車を保有しており、この時の運用ではそのいずれかが御料車として充当された。
築港線末端部の築地口 - 名古屋港間は名城線（現・名港線）の直上を走っており、地下鉄工事の支障になることから、野立築地口線とともに1969年（昭和44年）2月2日に先行して廃止された。築地口停留場の配線は元来築地線へ直通できない構造になっていたが、この時の廃止で直通できる構造に配線変更されている。その後、残存区間は築地線・築地線支線とともに1971年（昭和46年）12月1日に廃止された。

### 年表
特記なき項は『日本鉄道旅行地図帳』7号を典拠とする。
- 1910年（明治43年）3月16日 - 熱田駅前・築地口間開通。
- 1912年（明治45年）1月11日 - 築地口・築地橋間開通。築地橋停留場はほどなくして築港停留場に改称。
- 1918年（大正7年）9月21日 - 築港停留場を港橋停留場に改称し、港橋・築港間開通。築港線全通。
- 1922年（大正11年）8月1日 - 市営化。
- 1945年（昭和20年）6月9日 - 空襲により築港線が通る白鳥橋が破壊される（9月14日復旧）[8]。
- 1969年（昭和44年）2月2日 - 築地口・名古屋港間廃止。
- 1971年（昭和46年）12月1日 - 熱田駅前・築地口間廃止。

## 停留場
| 停留場名   | 読み                   | キロ程 | 接続路線                                       |
| ---------- | ---------------------- | ------ | ---------------------------------------------- |
| 熱田駅前   | あつたえきまえ         | 0.0    | 名古屋市電：熱田線 国鉄：東海道本線（熱田駅）  |
| 菖蒲池     | しょうぶいけ           | N/A    |                                                |
| 白鳥橋     | しらとりばし           | 0.8    |                                                |
| 船方       | ふなかた               | 1.4    | 名古屋市電：下江川線                           |
| 南一番町   | みなみいちばんちょう   | 1.9    |                                                |
| 千年       | ちとせ                 | 2.3    |                                                |
| 港明町     | こうめいちょう         | 2.7    |                                                |
| 労災病院前 | ろうさいびょういんまえ | 3.1    |                                                |
| 港楽町     | こうらくちょう         | 3.5    |                                                |
| 港陽町     | こうようちょう         | 3.8    |                                                |
| 築地口     | つきじぐち             | 4.2    | 名古屋市電：築地線・野立築地口線（1969年廃止） |
| 港本町     | みなとほんまち         | 4.6    |                                                |
| 名古屋港   | なごやこう             | 5.0    |                                                |